# Hungriger Wolf (Halbe)

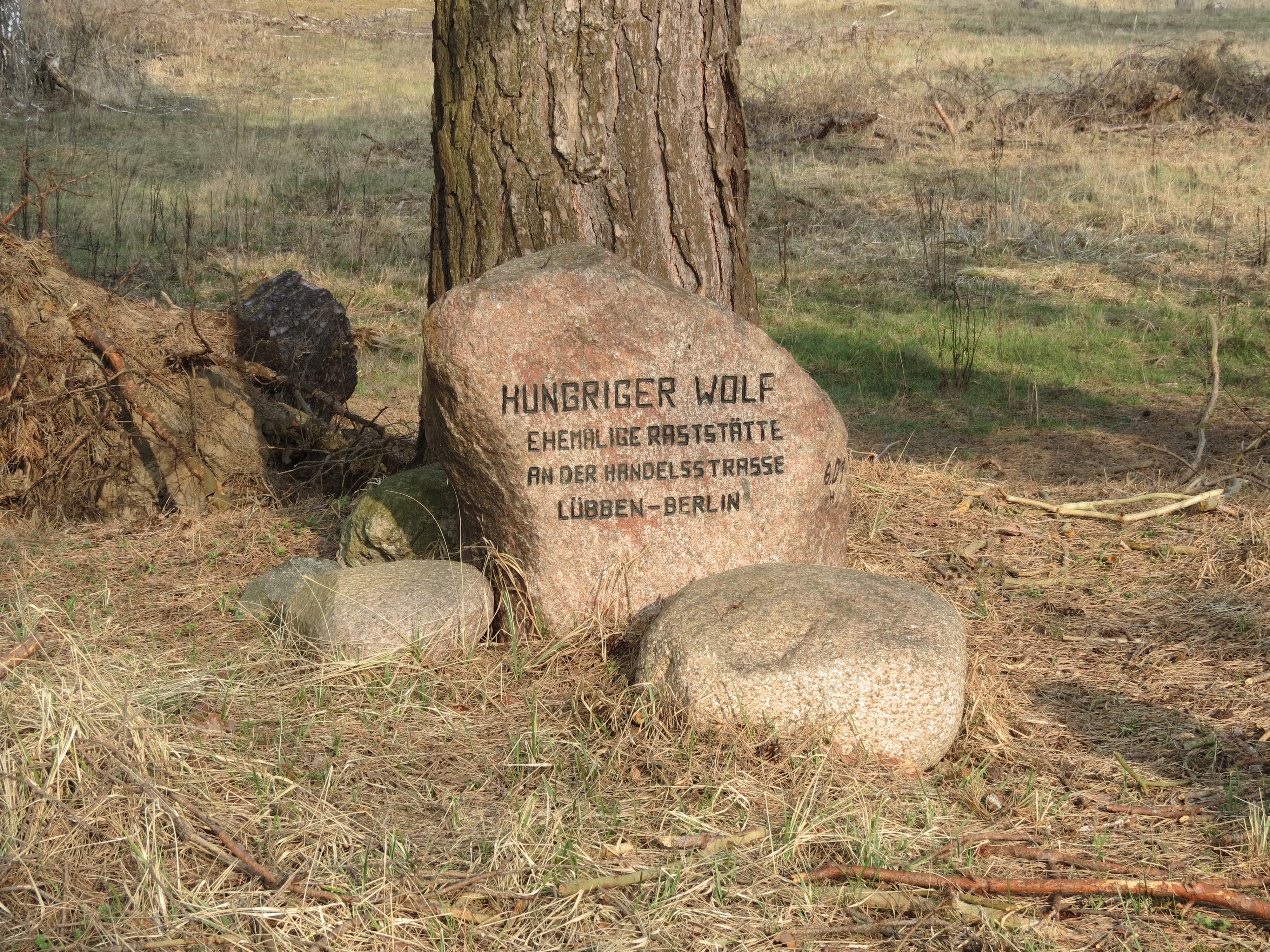
Gedenkstein ehemaliges Rasthaus Hungriger Wolf

Hungriger Wolf war eine Schenke und Schäferei im Ortsteil Oderin der Gemeinde Halbe im Landkreis Dahme-Spreewald (Brandenburg). Die Schenke lag damals an der wichtigen Fernhandelsstraße Berlin–Lübben mitten in einem ausgedehnten Waldgebiet. Schäferei und Schenke wurden um/vor 1669 errichtet und um/vor 1900 abgerissen. Heute erinnert am früheren Standort ein Gedenkstein an das verschwundene Gasthaus.

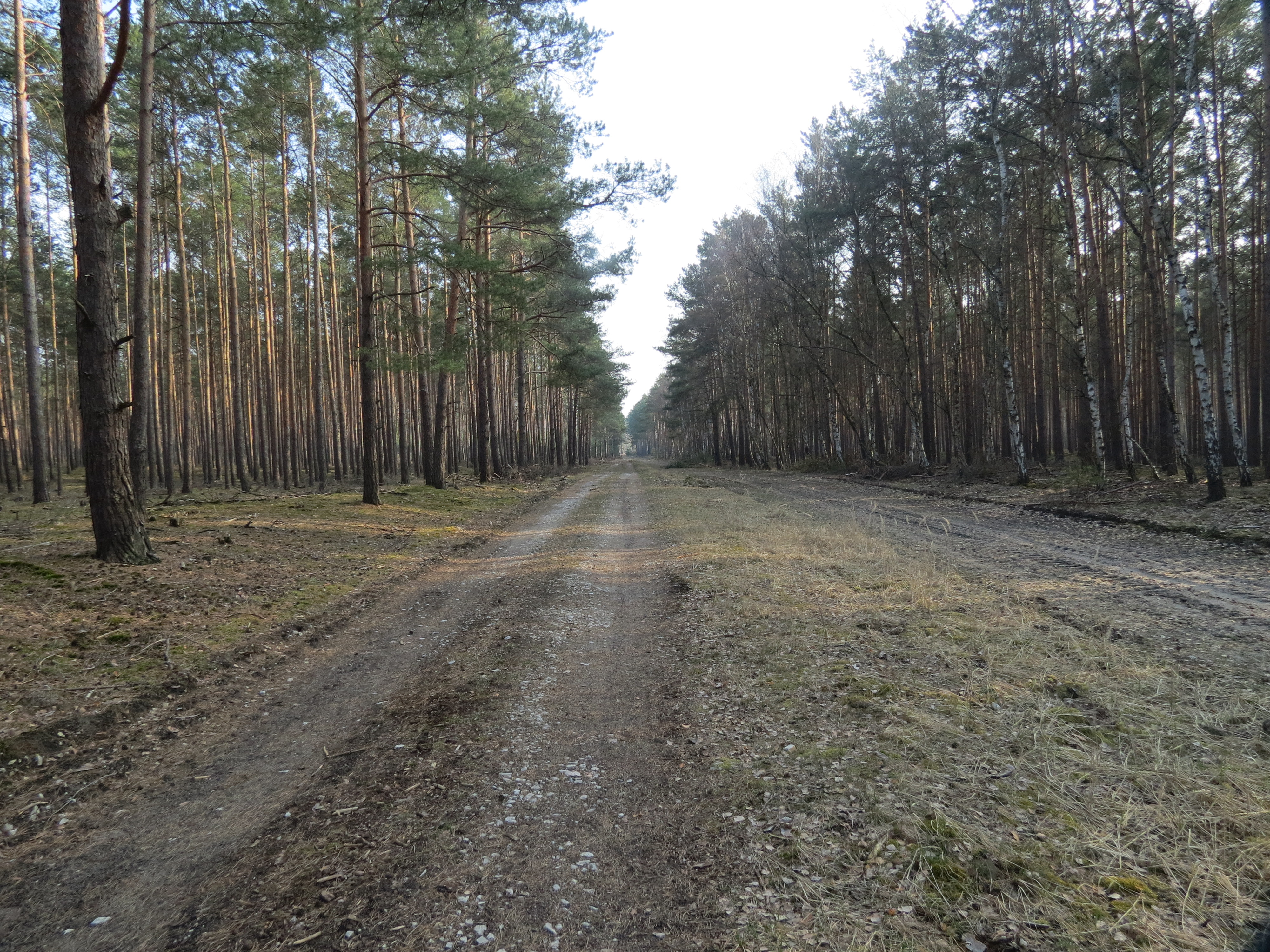
Ehemalige Fernhandelsstraße Berlin–Lübben beim ehemaligen Rasthaus Hungriger Wolf

## Lage
Der Wohnplatz Hungriger Wolf lag weit entfernt von größeren Siedlungen in einem großen Waldgebiet, dem sogenannten Brand, an der frühneuzeitlichen Fernverkehrsstrecke Berlin–Lübben bzw. Luckau, ca. drei Kilometer ostsüdöstlich vom Ortskern von Oderin, ca. vier Kilometer südlich von Märkisch Buchholz, fast drei Kilometer westlich von Köthen, sechs Kilometer nordwestlich von Krausnick und ca. vier Kilometer nordöstlich von Briesen. Die nächsten Kleinsiedlungen waren die Neue Schenke etwas über vier Kilometer in südlicher Richtung, und südwestlich in etwa 2,2 km Luftlinie die Schäferei Hammelstall (das heutige Forsthaus Hammelstall). Der Wohnplatz Hungriger Wolf lag auf etwa 60 m ü. NHN.

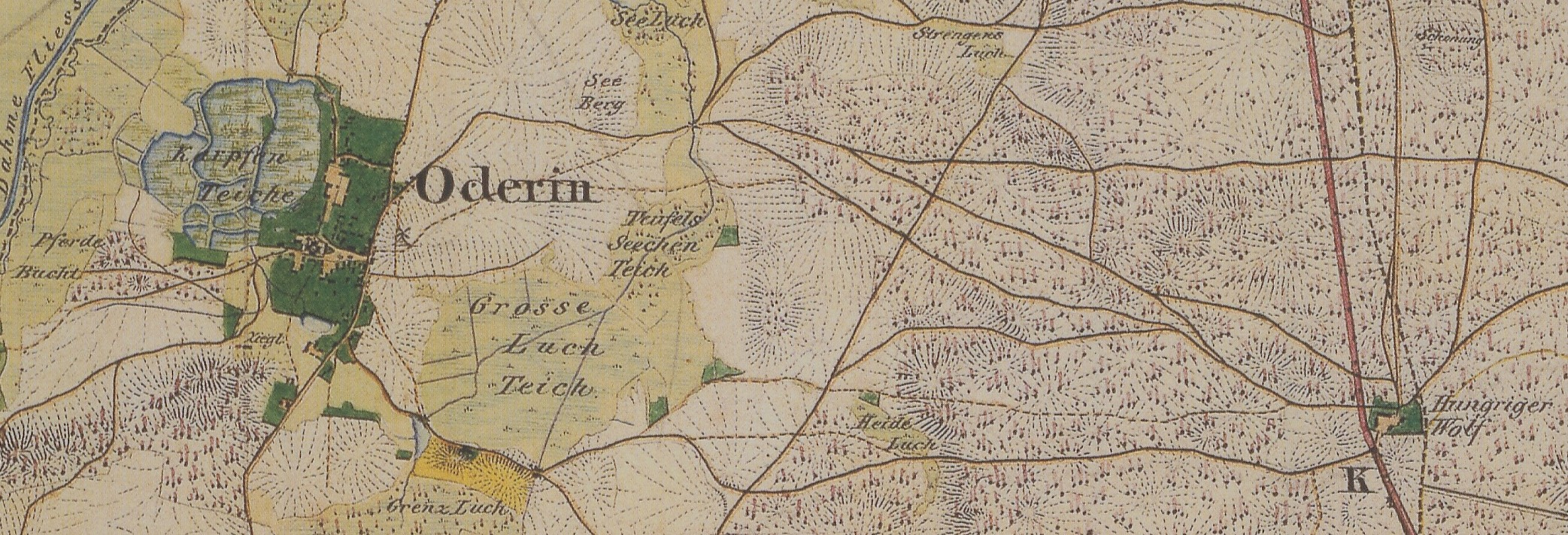
Oderin und Wohnplatz Hungriger Wolf, Ausschnitt aus dem Urmesstischblatt 3948 Oderin von 1841

## Geschichte
Die Schäferei Hungrichte Wolf wurde 1669 erstmals urkundlich erwähnt. Die Schäferei gehörte damals zum Rittergut Oderin des Hans Ernst von Schlieben, der 1676 gestorben ist. Er hatte die einzelnen Besitzanteile der von Stutterheim erworben und wurde 1650 mit ganz Oderin belehnt. Er hat mit einiger Wahrscheinlichkeit auch die Schäferei Hungriger Wolf aufgebaut. Ob von Anfang an auch eine Schenke damit verbunden war, ließ sich nicht ermitteln.
Das Schmettausche Kartenwerk von 1767/87 vermerkt den Wohnplatz als Hungrichte Wulf.
1818 hatte der Wohnplatz Hungrigerwolf mit Krug und Schäferei zwei Feuerstellen (Wohnhäuser) und 15 Bewohner. 1840 bestand die Kleinsiedlung Hungriger Wolf aus sogar drei Wohnhäusern und hatte 18 Einwohner. Riehl und Scheu nennen 1861 für den Krug und die Schäferei Hungriger Wolf aber nur noch ein Haus, in dem acht Personen lebten. 1864 bestand die Schäferei Hungriger Wolf aus einem Haus und hatte 12 Bewohner.
Mit dem Bau der Bahnstrecke Berlin–Lübben–Cottbus bzw. Görlitz in den Jahren 1864/65 verlor die Fernverkehrsstrecke Berlin–Lübben über Land an Bedeutung.
1871 gehörte das Vorwerk Hungriger Wolf zum Gutsbezirk Oderin; im einzigen Wohnhaus wohnten 15 Personen. Um/vor 1900 wurde das Vorwerk aufgegeben. Das Messtischblatt 1:25.000 Blatt 3749 Oderin, das 1902 aufgenommen wurde, verzeichnet zwar noch den Namen, jedoch keine Gebäude mehr.
An der Stelle des ehemaligen Vorwerks steht nun ein Gedenkstein mit der Inschrift: Hungriger Wolf ehemalige Raststätte an der Handelsstrasse Lübben–Berlin und erinnert an die ehemalige Schäferei und Schenke bzw. an das ehemalige Vorwerk.